# 1949 a sportban
1949 főbb sporteseményei a következők voltak:
- Asztalitenisz világbajnokság Stockholmban. A magyar csapat négy arany- és három bronzérmet nyer.
- Kézilabda világbajnokság Budapesten. Világbajnok a magyar női nagypályás csapat.
- Az oslói gyorskorcsolya világbajnokságon Pajor Kornél megszerzi a magyar gyorskorcsolyázás első világbajnoki aranyérmét.
- A párizsi műkorcsolya világbajnokságon a Kékessy Andrea–Király Ede páros aranyérmet nyer.
- A milánói műkorcsolya Európa-bajnokságon a Kékessy Andrea–Király Ede páros aranyérmet nyer.
- Főiskolai világbajnokság Budapesten. A magyar csapat 42 arany-, 34 ezüst- és 20 bronzérmet nyer.

## Születések
- január 1. – Témime Lahzami, tunéziai válogatott labdarúgó
- január 2. – Nyikolaj Ivanovics Pankin, olimpiai bronzérmes szovjet–orosz úszó, edző († 2018)
- január 7. – Jean Kalala N’Tumba, Kongói Demokratikus Köztársaságbeli válogatott labdarúgó
- január 11. – Pedro Kozak, argentin labdarúgó és edző († 2020)
- január 12. – Bozsil Kolev, bolgár válogatott labdarúgó, edző
- január 21. – Sándor Mihály, magyar labdarúgó, hátvéd († 1987)
- január 23. – Tom Forsyth, skót válogatott labdarúgó († 2020)
- január 27. – Elmer Acevedo, salvadori válogatott labdarúgó, hátvéd († 2017)
- január 31. – Rubén Pagnanini, világbajnok argentin válogatott labdarúgó
- február 4. – John Migneault, kanadai jégkorongozó († 2020)
- február 5. – Manuel Orantes, spanyol teniszező
- február 7. – Paulo César Carpegiani, brazil válogatott labdarúgó-középpályás, edző
- február 17. – Zvonko Ivezić, jugoszláv válogatott szerb labdarúgó, csatár, edző († 2016)
- február 19. – Verőci Zsuzsa, sakkozó, női nemzetközi nagymester, háromszoros magyar bajnok
- február 21. – Ronnie Hellström, svéd válogatott labdarúgókapus
- február 23. – Rostislav Vojáček, Európa-bajnoki bronzérmes csehszlovák válogatott cseh labdarúgó
- március 4. – Massimo Berta, olasz labdarúgó († 2020)
- március 5. – Josef Jurkanin, csehszlovák válogatott cseh labdarúgó
- március 6. – Martin Buchan, skót válogatott labdarúgó, edző
- március 10. – Nyikolaj Szmolnyikov,  szovjet válogatott azeri labdarúgó
- március 14. – Csák János, magyar sakkfeladványszerző nagymester, nemzetközi sakkszerző mester, tizenegyszeres magyar bajnok
- március 22. – Toma Ferenc, magyar birkózó olimpikon († 2011)
- március 24. – Ruud Krol, világbajnoki ezüstérmes holland válogatott labdarúgó
- március 26. – Francisco Aguilar, spanyol válogatott labdarúgó († 2020)
- március 30. – Molnár Imre, Európa-bajnoki bronzérmes magyar tornász, edző, testnevelő tanár († 2019)
- április 1. – Terry Caffery, kanadai válogatott jégkorongozó
- április 3. – Lech Koziejowski, olimpiai bajnok lengyel tőrvívó
- április 23. – Gedó György, olimpiai bajnok ökölvívó
- május 18. – José Maria Rodrigues Alves, világbajnok brazil válogatott labdarúgó
- május 20. – Major István, Európa-bajnok atléta († 2014)
- május 23. – Eduard Teodorovics Kozinkevics, ukrán származású szovjet válogatott labdarúgó († 1994)
- június 16. – Paulo César Lima, világbajnok brazil válogatott labdarúgó
- június 24.
  - Jan Aling, holland országútikerékpáros († 2020)
  - Hector Thompson, ausztrál ökölvívó, Australian National Boxing Hall of Fame-tag († 2020)
- július 3.
  - Viktor Mihajlovics Kolotov, ukrán labdarúgóedző, korábban szovjet válogatott labdarúgó († 2000)
  - Olekszandr Petrovics Szalnikov, olimpiai bronzérmes szovjet-ukrán kosárlabdázó († 2017)
- július 5.
  - Mohamed Akíd, tunéziai válogatott labdarúgó († 1979)
  - Atanasz Mihajlov, olimpiai ezüstérmes bolgár válogatott labdarúgó († 2006)
- július 11.
  - Francisco Hernández, Costa-Rica-i válogatott labdarúgó, csatár († 2019)
  - Émerson Leão, világbajnok brazil válogatott labdarúgókapus, labdarúgóedző
  - Russ Prior, világbajnoki bronzérmes kanadai súlyemelő († 2017)
- július 17. – Pantelísz Nikoláu, görög válogatott labdarúgó
- július 22. – Lasse Virén, négyszeres olimpiai bajnok finn hosszútávfutó
- július 25. – Francis Smerecki, francia labdarúgó, edző († 2018)
- július 30. – William Hobbs, olimpiai ezüstérmes amerikai evezős  († 2020)
- július 31. – Tony Featherstone, Calder-kupa-győztes kanadai jégkorongozó († 2021)
- augusztus 2. – Roy Andersson, svéd válogatott labdarúgó
- augusztus 3. – Bernard Grosfilley, francia alpesi síelő († 2020)
- augusztus 13. – Rogelio Farías, chilei válogatott labdarúgó († 1995)
- augusztus 20. – Nyikolaj Petrovics Ivanov olimpiai bajnok szovjet-orosz evezős († 2012)
- augusztus 22. – Ilunga Mwepu, afrikai nemzetek kupája bajnok  zairei válogatott kongói labdarúgó († 2015)
- augusztus 28. – Conny Torstensson, svéd válogatott labdarúgó
- szeptember 3. – Phil Edwards, angol kerékpárversenyző († 2017)
- szeptember 4. – Daniel Leclercq, francia labdarúgó, hátvéd, edző († 2019)
- szeptember 12. – Irina Rodnyina, olimpiai, világ- és Európa-bajnok szovjet-orosz műkorcsolyázó
- szeptember 13. – Ladinszky Attila, magyar labdarúgó († 2020)
- szeptember 18. – Peter Shilton, angol válogatott labdarúgó, kapus
- szeptember 20. – Carlos Babington, argentin válogatott labdarúgó
- szeptember 25. – Clodoaldo, világbajnok brazil válogatott labdarúgó
- október 3. – Sztefan Sztajkov, bolgár válogatott labdarúgókapus
- október 13.
  - Nana Alekszandria, szovjet-grúz női sakkozó, női nemzetközi nagymester
  - Patrick Nève, belga autóversenyző, Formula–1-es pilóta († 2017)
- október 23. – José Gómez, uruguayi válogatott labdarúgó
- október 30. – Phil Croyle, amerikai amerikaifutball-játékos († 2020)
- november 10. – Cal Russell, kanadai jégkorongozó, edző
- november 12. – Milán Matos, kubai atléta, távolugró, olimpikon († 2018)
- november 22. – Don Zimmerman, amerikai amerikaifutball-játékos († 2020)
- november 23. – Olle Nordin, svéd válogatott labdarúgó, edző
- november 24. – Dušan Galis, Európa-bajnok csehszlovák válogatott szlovák labdarúgó, edző
- november 28. – Marek Dąbrowski, olimpiai bajnok lengyel tőrvívó
- december 6. – Fred O’Donnell, kanadai jégkorongozó
- december 11. – Ivan Buljan, horvát labdarúgó, edző
- december 15. – Mafuila Mavuba, Kongói Demokratikus Köztársaságbeli válogatott labdarúgó († 1997)
- december 17. – Szotírisz Kaiáfasz, aranycipős, ciprusi válogatott labdarúgó
- december 21. – Daniel Killer, világbajnok argentin válogatott labdarúgó
- december 22. – Manfred Burgsmüller, nyugatnémet válogatott német labdarúgó, csatár († 2019)
- december 25. – Osztrics István, olimpiai bajnok vívó

## Halálozások
- ? – Sam Raybould, angol labdarúgó (* 1875)
- január 5. – Herman Bohne, olimpiai ezüstérmes norvég tornász (* 1890)
- január 10. – Tapavicza Momcsilló, szerb nemzetiségű magyar teniszjátékos, birkózó, súlyemelő, olimpikon (* 1872)
- január 26. – Hugh Bradley, World Series bajnok amerikai baseballjátékos (* 1885)
- február 17. – Georges Trombert, olimpiai ezüstérmes francia vívó (* 1874)
- március 3. – Nicolai Philipsen, dán tornász, olimpikon (* 1880)
- március 25. – Harold Halse, angol válogatott labdarúgó (* 1886)
- április 2. – Sigfrid Öberg, olimpiai és világbajnoki ezüstérmes, Európa-bajnok, országos bajnok svéd jégkorongozó, bandyjátékos (* 1907)
- április 26. – Karl Hjorth svéd vívó, olimpikon (* 1875)
- május 2. – William Henry Dean, olimpiai bajnok brit vizilabdázó (* 1887)
- június 3. – Einar Olsen, olimpiai ezüstérmes dán tornász (* 1893)
- június 23. – John Godar, amerikai baseballjátékos (* 1864)
- június 25. – Buck Freeman, World Series bajnok amerikai baseballjátékos (* 1871)
- július 3. – Herczeg István, olimpiai ezüstérmes magyar tornász (* 1887)
- július 24. – Fernand de Blommaert, Európa-bajnok belga jégkorongozó (* 1881)
- augusztus 12. – René Boulanger, olimpiai bronzérmes francia tornász (* 1895)
- augusztus 22. – Chief Zimmer, amerikai baseballjátékos (* 1860)
- október 2. – Frank Schulte, World Series bajnok amerikai baseballjátékos (* 1882)
- október 20. – Dick Rudolph, World Series bajnok amerikai baseballjátékos (* 1887)
- október 27. – Leonard Hanson, olimpiai bronzérmes brit tornász (* 1887)
- november 5. – Franks Robinson, olimpiai ezüstérmes brit-ír gyeplabdázó (* 1886)
- december 13. – Stephen Fields, amerikai olimpikon kötélhúzó (* 1879)
- december 31. – Dáni Nándor, olimpiai ezüstérmes, atléta (* 1871)